# Межаково (Владимирская область)
Межаково — деревня в Александровском районе Владимирской области, входит в состав Андреевского сельского поселения.

## География
Деревня расположена на берегу речки Бачевка в 6 км на северо-восток от центра поселения села Андреевское и в 23 км на восток от Александрова. 

## История
В конце XIX — начале XX века деревня входила в состав Андреевской волости Александровского уезда. В 1859 году в деревне числилось 10 дворов, в 1905 году — 17 дворов, в 1926 году — 25 дворов.
С 1929 года деревня входила в состав Прокофьевского сельсовета Александровского района, с 1940 года — в составе Пореченского сельсовета, с 1948 года — в составе пригородной зоны города Александрова, с 1959 года — в составе Андреевского сельсовета, с 1965 года — в составе Александровского района, с 2005 года — в составе Андреевского сельского поселения. 

## Население
| 1859 | 1905 | 1926 | 2002 | 2010 | 2021 |
| ---- | ---- | ---- | ---- | ---- | ---- |
| 67   | ↗124 | ↗134 | ↘4   | →4   | ↗5   |